# La battaglia di Dorking
La battaglia di Dorking (The Battle of Dorking: Reminiscences of a Volunteer) è un romanzo breve fantapolitico del 1871 di George Tomkyns Chesney, considerato l'iniziatore della "letteratura d'invasione" e un importante precursore della fantascienza. Scritto subito dopo la vittoria prussiana nella guerra franco-prussiana, descrive l'invasione della Gran Bretagna da parte di un Paese anonimo simile alla Germania.

## Contesto storico
Chesney era un capitano dei Royal Engineers (genio militare) ed era cresciuto in lui lo sconcerto per lo stato fatiscente delle forze armate britanniche. Egli utilizzò la finzione narrativa come un espediente per diffondere le sue opinioni dove le lettere e gli articoli giornalistici non erano riusciti a incidere sulla coscienza pubblica.
La guerra franco-prussiana (1870-1871) aveva appena dimostrato la velocità, la superiorità e l'adattabilità dell'esercito prussiano, il che significava che la rappresentazione di Chesney di un invasore in rapido movimento e determinato colpiva un nervo scoperto.

## Storia editoriale
La battaglia di Dorking fu pubblicata per la prima volta a puntate nel Blackwood's Magazine, poi come pamphlet e infine come romanzo. Passò attraverso diverse edizioni e impegnò l'interesse di soldati e politici, così come del pubblico dei lettori.
È apparsa in un gran numero di raccolte, compresa Before Armageddon di Michael Moorcock.
Il Surrey fu anche la scena dell'invasione ne La guerra dei mondi (1898), il romanzo fantascientifico di H. G. Wells, in cui gli invasori alieni atterrano vicino Woking.

## Trama
La storia è narrata da un veterano senza nome che ha partecipato alla battaglia di Dorking e sta raccontando gli ultimi giorni prima e durante l'invasione della Gran Bretagna. Ne parla ai suoi nipoti come di un evento di cinquant'anni prima.
Iniziando qualche tempo dopo un evento simile alla guerra franco-prussiana, le preoccupazioni crescono con la mobilitazione delle forze armate nemiche nei pressi dei Paesi Bassi. La Royal Navy viene distrutta da un'arma avveniristica ("motori fatali") e una forza d'invasione sbarca improvvisamente vicino Harwich, nell'Essex, in Inghilterra.
La smilitarizzazione e la mancanza di formazione comportano che l'esercito britannico sia costretto a mobilitare unità ausiliarie, condotte da ufficiali inefficaci e inesperti. I due eserciti infine convergono nei pressi di Dorking nel Surrey, dove la forza britannica viene tagliata fuori dal nemico che avanza e i superstiti sul lato britannico sono costretti a fuggire.
La storia termina con la conquista della Gran Bretagna e la sua conversione in una provincia fortemente tassata dell'impero invasore. L'Impero britannico viene dissolto, solo Gibilterra e Malta vengono tenute dai vincitori. Il Canada e le Indie Occidentali vengono cedute agli Stati Uniti, mentre ad Australia, India e Irlanda è concessa l'indipendenza, con l'Irlanda che, come diretta conseguenza, entra in una lunga guerra civile.

## Edizioni
- George Tomkyns Chesney, The Battle of Dorking, introduzione di G. H. Powell, London, G. Richards ltd., 1914.